# Питер-Понд (озеро)
Питер-Понд (англ. Peter Pond Lake) — озеро в провинции Саскачеван в Канаде. Расположено на северо-западе провинции рядом с озером Черчилл. Одно из больших озёр Канады — площадь водной поверхности 777 км², общая площадь — 778 км², шестое по величине озеро в провинции Саскачеван. Высота над уровнем моря 421 метр, колебания уровня озера до 0,5 метра. Ледостав с ноября по май. Острова — Казан и Чертьер.
Мыс, глубоко вдающийся в озеро, делит его на две неравные части — Биг-Питер-Понд и Литл-Питер-Понд. В озеро впадают реки: с юго-запада Диллон, образующая при впадении длинный узкий залив (хамлет) и Мети с северо-запада. Сток через короткую протоку Кисис-Чэнэл (Kisis Chanal) в озеро Черчилл и далее через реку Черчилл в Гудзонов залив. Населённые пункты — Мишель-Виллидж на западном берегу, Диллон — возле одноимённого залива, Буффало-Нарроус расположен на шоссе № 155 между озерами Питер-Понд и Черчилл. Первоначально озеро называлось Буффало, позже переименовано в честь мехоторговца и картографа Питера Понда (1739—1807), составившего первую карту канадского Северо-Запада.
Виды рыб, обитающие в озере: озёрная форель, налим, щука, сиг, сазан, окунь, чукучан.